# Rakaia media
Rakaia media is een hooiwagen uit de familie Pettalidae.